# Gephyrota limbata
Gephyrota limbata là một loài nhện trong họ Philodromidae.
Loài này thuộc chi Gephyrota. Gephyrota limbata được Ludwig Carl Christian Koch miêu tả năm 1875.